# بلا عائلة
بلا عائلة أو الشريد (بالفرنسية: Sans famille)‏، رواية فرنسيّة من تأليف الكاتب هيكتور مالو، عرفت رواية بلا عائلة النجاح الكبير منذ نشرها لأول مرة عام 1878، وقد أصبحت من أهم أعمال أدب الناشئة ومن أكثر الروايات تأثيرًا على العديد من القرّاء وأيضاً المبدعين في مجال الأدب والكتابة على مرّ الأجيال، فقد نالت رواية بلا عائلة جائزة الأكاديمية الفرنسيّة في نفس العام الذي صُدرت به، وتُرجمت إلى العديد من اللغات كالألمانية والتركية والإنجليزية واليابانية والروسية والعربية وغيرهم، وقد حُولت لأكثر من مرة إلى أفلام سينمائية وأفلام ومسلسلات رسوم متحركة. جعلت هذه الرواية من أبسط حقوق الفرد في هذه الحياة «قيمة» وأهم هذه الحقوق قيمة العائلة كما هو واضح ابتداءاً من العنوان، فتبدأ فصول هذه الرواية بفقدان العائلة تليها مجموعة من الاختبارات التي تضمن اختبار لشخصية الإنسان النفسية أو الجسدية أو المعنوية، وأهمها فقدان الأحباء، وفقدان أهم حقوق الفرد كما تم الذكر سابقاً، ويشمل هذا الفقدان معظم شخصيات الرواية فلا تنحصر بالبطل وحده. كما أن الكاتب سلّط الضوء على العديد من القضايا الاجتماعية التي تطرّقت لها أوروبا بشكل عام وفرنسا بشكلٍ خاص في القرن التاسع عشر.

## نبذة عن المؤلف
هيكتور مالو روائي فرنسي ويُعتبر من أبرز كتّاب القرن التاسع عشر، اهتمّ بالأعمال الأدبية وكرّس حياته لها على الرغم من دراسته لمجال مختلف «القانون». رسم صورة واقعية عن الحياة في القرن التاسع عشر وشتى القضايا الاجتماعية من خلال أعماله الأدبية وكتاباته، وأشهرها حتى اليوم رواية -بلا عائلة-. عَمل ناقداً للدراما والأعمال الأدبية في بعض الصحف ونشر أوّل كتاب له -العشاق- عام 1859.

## الرواية
ريمي فتى عاش مع السيدة «باربران» في قرية شافانون الفقيرة، وكان يعتقدها والدته في بادئ الأمر، ولم يكُن يعرف والده السيد باربران وذلك لعمله في باريس، تحصُل حادثة للسيد باربران أثناء عمله تجبره العودة إلى القرية وتسوء أحوال هذه العائلة ويعرف ريمي بأنهما ليسا والديه الحقيقيين، وبسبب سوء الأوضاع المادية لدى هذه العائلة يقرر والد ريمي -بالتبني- بيعه لصاحب عربة متنقلة يقوم بعروض مع الحيوانات يدعى فيتالس، ينضم ريمي إلى فرقة فيتالس الفنية ويعاني من العديد من الأحداث المؤلمة والاختبارات المتتالية والمزمنة إلى أن يلتقي بوالدته الحقيقية وأخيه.

## الرواية - بشكل تفصيلي -
طريقة سرد الرواية كانت على لسان بطل الرواية «الطفل ريمي»، بدأت فصول هذه الرواية عندما كان ريمي بالثامنة من عمره، كان يعيش في قرية من أفقر القرى الموجودة في فرنسا تدعى «شافانون» مع السيدة باربران التي اعتقد أنها والدته في بادئ الأمر، لم يكُن يعرف والده -جيروم-، فقد كان يعمل قاطع حجارة في باريس ومن وقت لآخر كان يرسل النقود وأخباره مع أحد رفاقه العائدين إلى القرية، ولم يعد والده إلى القرية منذ فترة طويلة جداً. ذات يوم، وصلت أخبار للسيدة باربران بأن زوجها قد أصابه مكروه بواسطته قد لا يتمكن من العمل مرة أخرى، هذه الحادثة قد أوقعت هذه العائلة في مأزق ماديّ كبير، فقد كان يُرسل السيد باربران رسائل إلى زوجته مطالباً بارسال مبالغ من المال من أجل بعض الدعاوي القضائية واستمرّ الوضع لهذا الحال لأسابيع، إلى أن لم يتبقّ لدى السيدة باربران نقود.. فاضطروا لبيع بقرتهم الخاصة التي كانت مصدر الحياة لهم؛ لارسال النقود لزوجها. بيع البقرة سببت الكثير من المعاناة لدى السيدة باربران وريمي، وبنفس اليوم كان يوم عيدٍ «يوم ثلاثاء المرفع» فحاولا نسيان هذه المعاناة بصنع بعض الرقائق والفطائر بمناسبة ذلك اليوم، فجأة حضر السيد باربران «زوجها الذي تعرّض للإصابة» إلى المنزل؛ دنا منه ريمي كي يقبّله إلا أن السيد باربران قابل ذلك بالرفض فقد أوقف ريمي بعصاه، تفاجأ ريمي من تصرّفات والده القاسية والغريبة، وعرفت السيدة باربران أن زوجها قد خَسر القضية بعد كلّ تلك المبالغ من المال التي كانت تُرسل له، وفوق ذلك عاد إلى منزله ليجد أن الطفل ريمي الغريب يعيش معهم، فهو لا يستطيع اعالة ريمي وطالب من زوجته أن ترسل الطفل إلى أقرب ملجأ للأطفال اللقطاء. بعد سماع ريمي هذا الكلام أدرك بأن هذه العائلة ليست عائلته. بعدما دار جدال واسع بين السيد جيروم وزوجته، خرج السيد جيروم مؤقتاً، بعد ذلك تكلم ريمي مع والدته بشأن هذا الموضوع وأخبرته بحقيقة أمره، فقد تمّ
ايجاد ريمي في صباح أحد الأيام في باريس من قِبل جيروم في ساحة تسمى "بروتوي" بعد سماعه بكاء ريمي المتواصل، اتخذ جيروم القرار بأن يصطحب الطفل إلى مفوّض الشرطة، وبسبب الملابس التي كان يرتديها ريمي التي تدل على ثراءه قرر السيد جيروم تربيته عنده على أمل أن تجده عائلة ريمي الحقيقية الثرية وتعطيهم تعويضاً -مبلغاً من المال- مقابل تربيتهم لريمي طول تلك الفترة، ولكن للأسف لم تأتي تلك العائلة مما دفع جيروم لاتخاذ قرار بأن يودع به إلى ملجأ للقطاء، وبنفس الوقت يحصل على نفقة من إدارة الملجأ مقابل تربيته لذلك الطفل طول تلك الفترة. في اليوم التالي في منتصف النهار تَبِع ريمي السيد باربران بعدما طَلب منه الأخير ذلك إلى قرية بعيدة داخل مقهى نُزل "السيدة"، دخلا إلى ذلك المقهى وتحدّث باربران مع مدير المقهى بشأن ذلك الموضوع، في المقابل؛ سمع رجل طاعنٌ في السن يدعى فيتالس يجلس بجانبه ثلاث كلاب وقرد، كلام باربران، وتقدّم نحوه وتناقش معه بشأن ريمي وقال له بأنه لن يحصل على النفقة التي يطلبها من الملجأ. دار بين باربران وفيتالس نقاش طويل انتهى بموافقة باربران على بيع ريمي لهذا الرجل ليعمل عنده مقابل دفع مبلغ من المال لباربران. عاد باربران وريمي إلى المنزل بعد الاتفاق الأخير وفي اليوم التالي قدم فيتالس مع حيواناته إلى منزل باربران، وقد اعطاه فيتالس 40 فرنك، وأخذ ريمي منه ولم يعطِ ريمي أي فرصة لوداع والدته التي كانت خارج المنزل وبدأت رحلة ريمي الأولى مع فيتاليس.. كان التحوّل من منزل السيدة باربران الطيبة إلى رحلته مع فيتاليس بدا قاسياً، فقد بدأ بالمشي بلا استراحة تحت المطر، والمبيت في قبو والارتجاف من البرد والاكتفاء بقطعة خبز يابس للعشاء، ولا وجود لأحد يحنو عليه ويحبه. كان ريمي ينادي فيتالس بكلمة "معلمي"، وقد اشترى الأخير له حذاءً وبعض الملابس لريمي مع بعض تعديلاته كي يبدأ بتقديم العروض معه. تلقّى ريمي تدريباً كثيفاً للتمثيل والاستعراض من قِبل فيتاليس، كما أنه قد تعلّم العزف والقراءة والكتابة مع الكلاب، فقد عرفت حيوانات فيتاليس ذكاءً باهراً في تعلم هذه الأمور، وقد قدّم ا عروضهم الاستعراضية في العديد من المناطق التي يضمن فيتاليس أن يكسب منها قوت يوم فريقه، ومنها المدن بسبب جمهورها المتجدد. بعد فترة طويلة من التنقل والترحال وبعد أن وجد فيتاليس وريمي مستقرّاً في "تولوز لتقديم عروضهم لمشاهدتهم من قبل جمهور وفير؛ ظهر شرطيٌ مكلّف بحراسة المكان لم يعجبه وجود الفرقة، فأراد طردهم من المكان فرفض فيتالس التزحزح من مكانه، أثار ذلك من غضب الشرطي، وخلال نقاشهم كان فيتاليس يتعمّد رفع صوته أثناء توجيهه الأجوبة للشرطي كي ينصت الجمهور، وكان واضحاً أن الجمهور يؤيّد فيتالس ويسخر من الشرطي بسبب انفجارهم بالضحك أثناء الحوار بين فيتالس والشرطي، صاح الشرطي مهدداً ورافعاً قبضته بأنه يجب عليه تكميم كلابه غداً والا سيقاضيه، ثم ادار ظهره ورحل، وأكمل فيتالس عرضه، وفي اليوم التالي قد وجد فيتالس طريقة لمنع الشرطي من مقاضاته وبنفس الوقت أن لا يسبب بتعاسة تلاميذه، وقد لاحظ بأن الشرطي -دون أن يدري- يؤدي دوراً فكاهياً في عروض التمثيليات، مما سيزيد من رصيدهم. حضر ريمي مع القرد "جوليكور" إلى نفس الساحة قبل حضور فيتاليس والكلاب وكان ذلك ضمن الخطّة، وقام ريمي بالعزف والغناء، حضر الشرطيفجأة وقام جوليكور بتقليده مما أثار موجة من الضحك من قبل الجمهور وغضب الشرطي بالوقت نفسه، بعد ذلك قام ريمي بمناداة "جوليكور" وبطريقةٍ ما ظن الشرطي أن ريمي يشجع القرد فقفز وصفع ريمي صفعةً قوية أفقدته توازنه، فجأة ظهر فيتاليس يدافع عن ريمي وقد أمسك بقبضة الشرطي، وضربها بقوة ليتحرر منه، فأوقفه الشرطي وقد أمسك بفيتاليس لقسم الشرطة. بعد يومين أقضاهم ريمي والحيوانات بقلق، وصلتهم رسالة من فيتاليس يخبرهم بها أن سيظل في السجن في انتظار المحكمة بتهمة مقاومة واستخدام العنف اتجاه رجل أمن، وقد شملت الرسالة أيضاً بعض النصائح لريمي، حضِر ريمي المحكمة وفي النهاية أُعلن بحكم السجن على فيتاليس لمدة شهرين وتدفيعه غرامة مالية. فترة سجن فيتاليس حاول ريمي أن يعتمد على نفسه وقد حصلت الكثير من المواقف السيئة له في بادئ الأمر، وفي الوقت الذي عانى منه بقية الفرقة المؤلفة من ريمي والكلاب الجوع والفشل بتقديم العروض، قابل ريمي مركباً فريداً من نوعه يدعى "البجعة" وقد لمح ريمي شخصين يركبان عليه، سيدة إنجليزية في طور الشباب تدعى "السيدة ميليغان"، ولم يذكر بالرواية اسمها الشخصي، وابنها صبياً مقعداً في مثل عمر ريمي اسمه "آرثر" تعرّف ريمي عليهم وقد عرفت السيدة ميليغان مشكلة ريمي وقصّته، وقد عرف ريمي بأن كان لها ابناً آخر بكراً تم اختطافه، ودعته أن يتنزه عندها على متن المركبة مؤقتاً إلى أن يطلق سراح فيتاليس، مقابل تقديم ريمي وحيوانته عروضاً لابنها آرثر، مرّت الأيام وقضى ريمي أجمل أيام حياته برفقة هذه السيدة التي كانت تعامله كما لو كان ابنها، وعاش تحت سقف "البجعة" بلا هموم أو مشاكل، والطعام والحلوى والأمسيات والسرير الناعم. مرّت الشهور بسرعة وعاد فيتاليس وكان قد عرف من رسالة أرسلتها له ميليغان بأن ريمي يعيش على متن البجعة، استعاد فيتاليس ريمي ومن جديد وجب عليه اتباع معلمه، مرت الفرقة من جديد بظروفٍ صعبة منها خسارة الفرقة اثنين من أهم كلابها بعد أن هجمت عليهم مجموعة ذئاب في ليلة مثلجة وصعبة، ومرض القرد جوليكور وبالتالي وفاته، مما يعني لا مجال لتقديم العروض بعد خسارة ثلاثة من أهم عناصر الفرقة. توجه فيتاليس وريمي إلى باريس تحديداً في شارع لورسين، على أمل أن يضع فيتاليس ريمي لدى معلمٍ آخر مؤقتاً حتى يدرّب كلبين آخرين ويعلم أطفالاً أخر. ترك فيتاليس ريمي في مكان قبيح يعيش به معلم اسمه "غاروفولي" ولكن لم يكن المعلم موجوداً. عند وصول الفرقة، بل وجدوا طفلاً إيطالياً يفتقر إلى الوسامة يدعى "ماتيا" الذي قال لهم بأن المعلم سيعود بعد ساعتين، وقد وعد فيتاليس ريمي بأنه سيعود بعد ساعتين أيضاً ولكن ذاهب إلى مكان ما. تعرّف ريمي على ماتيا الذي بدا ذكياً على الرغم من شقاءه الشديد وقصّته الموجعة وقد كان يعد الطعام، وقد عرف ريمي بأن المعلم غاروفولي معلماً شريراً وسيئ الطباع ويعذب الأطفال عنده، حضر بقية الأطفال، ثم حضر غارفولي وتأكّد ريمي من ذلك بعد ما رأى طريقة تعامله مع الأطفال، خاف ريمي على نفسه كثيراً ولكن سرعان ما عاد فيتاليس وقد كشف له صراخ أحد الأولاء الذي كان يعذب من قبل غاروفولي أمام ريمي عن مدى قسوة غاروفولي، بعد جدال دار بين فيتاليس وغاروفولي ورحل فيتاليس مع ريمي. استمرّت رحلة ريمي مع فيتاليس وبعد تعلّق ريمي الشديد به؛ بدا فيتاليس يفقد بصره وقدرته على المشي، ونام ريمي بجانبه محاولين تدفئة أنفسهم بالقش والسماد الذي سيحميهم من الريح، ومات فيتاليس. استيقظ ريمي بعدما وجد نفسه نائماً في بيت موجود بحيّ "غلاسيير" يتكون من أب بستاني يدعى "بيير آكان" له ولدان وبنتان، البنت الكبرى اتينايت وهي تعتني باخوتها الصغار بعد وفاة والدتهم، وولدين أليكسي وبنجامان، والصغرى البكماء ليز. عرف ريمي وفاة فيتاليس، وعرض الاب بيير على ريمي بأن يتبنّاه ويعامله كواحد من أولاده، ووافق ريمي. وفيما بعد، بعد تحقيقات الشرطة عن وفاة فيتاليس اكتَشف ريمي والأب بيير من غاروفولي بأنّ لفيتاليس ماضي عريق في مجال الغناء فقد كان مغنياً مشهوراً في شبابه واسمه الحقيقي كارلو بلتساني. بالفعل عاش ريمي عند عائلة "أكان" حوالي سنتين وقد كان بمثابة أخ لأولاد البستاني بيير وعمل عندهم لكسب الرزق، اعتنت عائلة "أكان" بريمي، كذلك تعلّق ريمي بأصغر فرد بالعائلة الفتاة البكماء "ليز"، إلى أن جاء يوم قد تدمر مصدر رزق حياة العائلة بسبب هطول وابل من البَرد، وأثر ذلك حكم على الأب البستاني 5 سنوات في السجن بسبب عدم مقدرته لدفع المال تعويضاً عن بعض الخسائر. بعد السجن تشتت العائلة وقد تفرّق الاخوة كلٌ عند أحد الأقارب.. وبقي ريمي وحيداً من جديد برفقة كلبه. اجتمع ريمي مرة أخرى أثناء وحدته مع الطفل "ماتيا" بعدما تم القبض على غارفولي بسبب قتله لطفلٍ يدعى "أورلاندو" بعد أن أوسعه ضرباً، بعد ذلك قدم ريمي مع ماتيا والكلب عروضهم وبدى أن الجمهور يميل إلى مواهب ماتيا الموسيقية كثيراً، وكان يدير على الفرقة ربحاً وفيراً، وكان عازفاً موهوباً بالفطرة. علّم ريمي بعض أساسيات الموسيقى لماتيا، زار ريمي ابن الأب بيير أكان "أليكسي" الذي كان يعمل في منجم، ويعيش عند عمه غاسبار. أحد الأيام أُصيبت ذراع أليكسي أثناء العمل بعد أن وقعت عليها قطعة فحم ضخمة، فذهب ريمي يعمل مؤقتاً بديلاً عنه ولسوء الحظ حدث فيضان في المنجم وعُلق ريمي مع مجموعة رجال لأكثر من أسبوع ولكن تم انقاذهم بالنهاية بعد غرق باقي العمال ووفاتهم، بعد أن ودّع ريمي ألكسي؛ عاد ريمي وماتيا ليفكّرا بمفاجأة لوالدة ريمي بالتبني -السيدة باربران- وبعد تجميعهم لمبلغ وفير كانا قد قررا أن يزوراها ويشتريا بقرة لها كهدية، ولكن بعد شراء البقرة مر ريمي وماتيا بمشكلة فقد اتهما بأنهما قد سرقا البقرة وذلك بسبب ركضها السريع خوفاً من صوت آلة موسيقية كان يعزفها ماتيا، ولكن سرعان ما حُلت المشكلة. زار ريمي وماتيا السيدة باربران أخيراً وقدما لها الهدية وسعدت بها، وقد أخبرته باربران عن زيارة شخص لها من طرف عائلة ريمي الحقيقية وأن زوجها السيد جيروم خارج القرية يقوم بالبحث عن ريمي لتسليمه لتلك العائلة، لم يكن أحد يعرف عن عائلة ريمي الحقيقية سوى جيروم، ووصفت السيدة باربران لريمي ملابسه بالتفصيل عندما وجدوه على قارعة الطريق وهو طفلاً. بعد ذلك في أثناء محاولة بحث ريمي عن جيروم ليستوضح منه من هم عائلته، تلقّى أخباراً عن وفاة السيد جيروم، مما أثار موجة من الكآبة لريمي، ولكن سرعان ما وصلته رسالة تخبره أن عائلته الحقيقية " آل دريسكول " تعيش في إنجلترا. سافر ريمي وماتيا إلى إنجلترا، وقابل العائلة المدعية أنها عائلته الحقيقية، تفاجأ ريمي بأنه لم يتلقّى ترحيباً ملائماً من قبل عائلته، ولم تكن بمثل الثراء الذي توقعه، وقالوا لريمي بأنّ اسمه الحقيقي هو فرانسيس دريسكول، ووصفوا لباسه تماماً بفضل ذكاء ماتيا وتحليلاته المستمرّة توصلا بأن تلك العائلة لم تكن عائلة ريمي الحقيقية، كما أن بفضل خبرة ماتيا باللغة الإنجليزية فقد فهم حواراً دار بين والد ريمي وبين رجلاً يدعى "جيمس ميليغان" كان فيما سبق فحص جسد ريمي وبدا مهتماً لمعرفة كيف حالته الصحية؛ أن السيد جيمس كان عماً لآرثر "الطفل المقعد ابن السيدة ميليغان" وهو يحاول التخلّص من آرثر كي يكون الوريث الوحيد لأملاك تلك العائلة الثرية، وقد حاول سابقاً بالتخلص من ابن السيدة ميليغان البِكر الذي تبين فيما بعد أنه هو نفسه بطلنا "ريمي" قد تورط ريمي بجريمة سرقة مع العائلة المدعية أن عائلته، ولكن استطاع ريمي الهرب منهم بمساعدة ماتيا وصديق آخر لماتيا يدعى بوب "رجل استعراضات يعيش في إنجلترا"، فقد رحل ريمي وماتيا من إنجلترا عن طريق سفينة "الكسوف" الخاصة بشقيق "بوب".لم يكن ريمي يعرف بأن السيدة ميليغان هي والدته الا بعد أن تم القبض على جيمس ميليغان، وانتهت فصول الرواية بعد أن اجتمع ريمي بعائلته الحقيقية، واعتنت السيدة ميليغان بـ "ماتيا" لتنمية مواهبه الموسيقية و"ليز" لمساعدتها على استعادة قدرتها على الكلام، وبعدما كَبر ريمي ترك له أجداده اسماً محترماً في بلاده وثروةً كبيرة، فقد بات وريثاً لقصر ميليغان-بارك التاريخي في إنجلترا. وتزوّج ريمي بـ ليز في النهاية وأصبح ماتيا من أهم موسيقيي عصره.

## الشخصيات
- ريمي

فتى لقيط ترعرع في قرية فرنسية فقيرة عند عائلة باربران التي تبيّن فيما بعد أنهم ليسوا عائلته الحقيقية، يتم بيعه بثمن بخس لدى شيخ طاعن في السن يعمل مدرباً لكلاب ومقدماً لعروض استعراضية، يعمل ريمي عند فرقته ويعيش حياة مليئة بالبؤس والشقاء مما يحقق له ذلك النضج الشخصي ويشتد عوده إلى أن يلتقي بعائلته الحقيقية ويعيش عندهم.
- فيتاليس

رجل متجوّل كبير في السن ايطاليّ يقدّم عروضاً مع كلابه وقد اشترى ريمي من عائلة باربران، يكون بمثابة معلم وأب لريمي بنفس الوقت، وفيما بعد يُكتشف بأنه كان له سجل ماضي عريق في الحياة الفنية.
- حيوانات فيتاليس

هم أعضاء فرقة السينيور فيتاليس الأساسيين، أول عضو هو القرد جوليكور الذي يتميز بحس الدعابة، وثلاث كلاب: الكلب كابي «كابيتانو» بمعنى (القبطان) -وهو رئيس باقي الكلاب لكونه الأذكى بينهم-. كلب صيد أسود يدعى السينيور دزَربينو ومعنى اسمه (المهذّب) وكلبة رمادية يبدو عليها التواضع اسمها السينيورة دولتشي بمعنى (الرقيقة)
- عائلة باربران

مكوّنة من والدة ريمي -بالتبنّي-، وزوجها السيد جيروم. لم يُذكر بالرواية ما هو اسم السيدة بشكل صريح ولكن كان يُطلق عليها اسم السيدة باربران، هي مربية لريمي وأماً حنونة وعطوفة وأعطته كل الحب والحنان، كان لديه ابناً رضيعاً قبل ايجادهم لريمي ولكنه قد توفي، زوجها السيد جيروم باربران، وجد ريمي في أحد شوارع باريس وأخذ ليربيه مع زوجته برفقة ابنهما قبل أن يتوفى، أخذه طمعاً بمكافأة بعدما رأى ملابس الرضيع ريمي التي تدل على ثراءه، وباع ريمي للسيد فيتاليس.
- البقرة صهيبة

بقرة كان يعتني بها ريمي ووالدته بالتبني السيدة باربران، تم بيعها بسبب أشد الحاجة للمال.
- السيدة ميليغان

سيدة إنجليزية ثريّة تتجول برفقة ابنها المريض «آرثر» على متن مركب يدعى «البجعة»، يلتقى ريمي بها ويعيش عندها مؤقتاً بسبب الحاجة مقابل عمل بعض العروض مع الكلاب.
- آرثر

ابن السيدة ميليغان وهو فتى يصغر عمر ريمي بقليل، لديه شلل ومرض يجبره على الجلوس قاعداً أو مستلقياً طوال الوقت، يعجَب بريمي ويُعجب بعروضه الفنية وهو من يقترح على والدته السيدة ميليغان بقاء ريمي وحيواناته في مركبته «البجعة»
- ماتيا

صبي بمثل عمر ريمي قبيح الشكل ذا رأس كبير وجسم ضئيل، يتيم الأب ولديه أمٌ و 5 أخوة يصغرونه سناً، أخذه عمه المعلم «غارفولي» في عهدته بدافع الشفقة، يعمل هو والعديد من الاولاد عند غاروفولي ويُعذب من قبل الأخير إذا قصّر بأداء عمله، فيما بعد يصبح صديق ريمي المقرّب وعضواً في فرقة سينيور فيتاليس.
- غاروفولي

رجل قصير القامة، مهتز المشية، محمّر الوجه، يعمل عنده مجموعة أطفال من بينهم ماتيا، يقسو عليهم ويستعمل معهم شتّى أنواع العذاب، يعرف ماضي فيتاليس جيداً، ويلقى القبض عليه ويودع في السجن بعد قتله لطفل أثر ضربه الشديد.
- عائلة آكان

وتتكون من الأب بيير آكان، والابنة الكبرى اتيانيت، وولدين ألكسي وبنجامان، وابنته الصغرى البكماء ليز لفترة من الزمن كان ريمي فرداً من أفراد هذه الأسرة، وعمل عندهم وساعدهم، وتعلّق كثيراً بالصغيرة ليز.
- آل دريسكول

العائلة المدّعية بأن ريمي هو ابنها، عائلة بريطانية مكوّنة من أم وأب وولدين وبنتين وجد، يتعامل عم «آرثر» السيد جيمس ميليغان مع هذه العائلة في محاولة منهم للتخلص من أبناء السيدة ميليغان.
- جيمس ميليغان

شقيق زوج السيدة ميليغان، أيّ عم آرثر، تعامل مع عائلة دريسكول لخطف الابن البِكر للسيدة ميليغان، ويحاول فيما بعد التخلّص من آرثر ليكون هو الوريث الوحيد لأملاك تلك العائلة الثرية.
- بوب

صديق ماتيا يعمل في السيرك، يساعد ماتيا في تهريب ريمي من السجن بعد تورطه في مشكلة تتعلّق بعائلة دريسكول، ثم يأخذهما بسفينة شقيقه إلى حيث يريدان مقابلة السيدة ميليغان وتحذيرها من السيد جيمس ميليغان.

## أعمال فنية مقتبسة من الرواية
- في عام 1914، صدر فيلم سينما مأخوذ من الرواية من إخراج جورج مونكا
- في عام 1934، صدر فيلم آخر لنفس الرواية ولكن من إخراج مارك أليجري
- في عام 1958، تم إصدار فيلم ثالث لنفس القصة من إخراج أندري ميشيل
- في عام 1977، مسلسل أنمي ريمي الفتى الشريد
- في عام 1992، مسلسل أنمي دروب ريمي أكثر الانميات شعبية في الوطن العربي
- في عام 2015، المسلسل المغربي مقطوع من شجرة من إخراج عبد الحي العراقي

## روابط خارجية
- (بالفرنسية) Sans Famille, audio version